# Tabela de fatos
Tabela de fatos (português brasileiro) ou tabelas de factos (português europeu) é a tabela dominante de um esquema de modelagem tipo estrela (Star Schema), criado pelo Dr. Ralph Kimball, em um modelo multidimensional, e tem como característica principal a presença de dados altamente redundantes para se obter um melhor desempenho.
A tabela de fatos, no "centro" da estrela, fica rodeada por tabelas auxiliares, chamadas de  tabelas dimensão. A tabela de fatos conecta-se as demais por múltiplas junções e as tabelas de dimensões se conectam com apenas uma junção a tabela de fatos. Esta tabela armazena grande quantidade de dados históricos, em função do tempo, obtidos a partir da intersecção de todas as dimensões da estrela. A dimensão tempo (uma das tabelas auxiliares) é sempre integrante da chave primária e é na tabela de fatos onde armazenamos os indicadores de desempenho do negócio.
A consulta ocorre inicialmente nas tabelas de dimensão e depois na tabela de fatos, assegurando a precisão dos dados.